# ヒューイット・クレーン
ヒューイット・D・クレーン（英語: Hewitt D. Crane、1927年-2008年6月17日）は、SRIインターナショナルでのERMA（en:Electronic Recording Machine, Accounting）、バンク・オブ・アメリカ、磁気デジタルロジック、ニューリスタロジック、視線追跡装置、およびコンピュータ用ペン入力装置などの先駆的な開発で最もよく知られているアメリカのエンジニア。
2008年6月17日、クレーンはカリフォルニア州ポートラバレーの自宅でアルツハイマー病の合併症で亡くなっている。

## 初期の人生とキャリア
1927年に、クレーンはニュージャージー州ジャージーシティで生まれた。第二次世界大戦中にレーダー技術者として米国海軍に勤務した後、IBM （1949–1952）のコンピューター保守技術者として働き、その後、ニュージャージー州プリンストンのプリンストン高等研究所でジョン・フォン・ノイマンのリーダーシップの下でデジタルコンピューターの設計に取り組んだ（IASはプリンストン大学と提携していない）。
その後、RCAラボラトリーズ（現在のサーノフ・コーポレーション）で磁気マルチアパーチャデバイス（MAD）を開発した。磁気ロジックを開発するために、クレーンは磁気フェライトメモリコアのビットフローの方向を制御した。フェライト論理回路は、真空管やトランジスタよりも本質的に安定しており、使用しない場合は電力を消費せず、電磁干渉の影響を受けない。 1959年、クレーンはFall Joint Computer Conferenceで全磁性論理アプローチを導入し、最終的には1961年に世界初の全磁性コンピュータのデモンストレーションにつながった。この技術は、SRIからのライセンスに基づいて、Aircraft Marine Products（AMP）Inc.によってすぐに商業化され、主にニューヨーク市の高速輸送システムや、電磁干渉によって電子コンピューターが使用できなくなった鉄道の交換所で使用された。シリコンチップと集積回路での平面トランジスタの開発と成長は、磁気コアロジックを置き換えたが、集積回路製造技術は、拡張宇宙ミッションやその他の極端な条件には役立つ可能性がある（基板のエッチングと堆積、ディスクリート磁気コアのアセンブリ）。最初の全磁性コンピューターのプロトタイプは、現在、カリフォルニア州マウンテンビューにあるコンピュータ歴史博物館にある。
ダグラス・エンゲルバートがハイパーメディアに取り組み、コンピューターで人間の知性を増強する前に、そしてクレーンがデジタルコンピューターで人間の機能を複製する研究を始める前に、1957年、エンゲルバートは磁気論理デバイスでクレーンと協力した。SRIでのエンジニアリング作業に加えて、クレーンはCommunication Intelligence Corporation（CIC）を共同設立し、グラフィックタブレットでのコンピューターベースの手書き文字認識を商品化した。CICの「Jot」手書き認識ソフトウェアは後にPalmに買収され、Graffiti 2に名前が変更された。

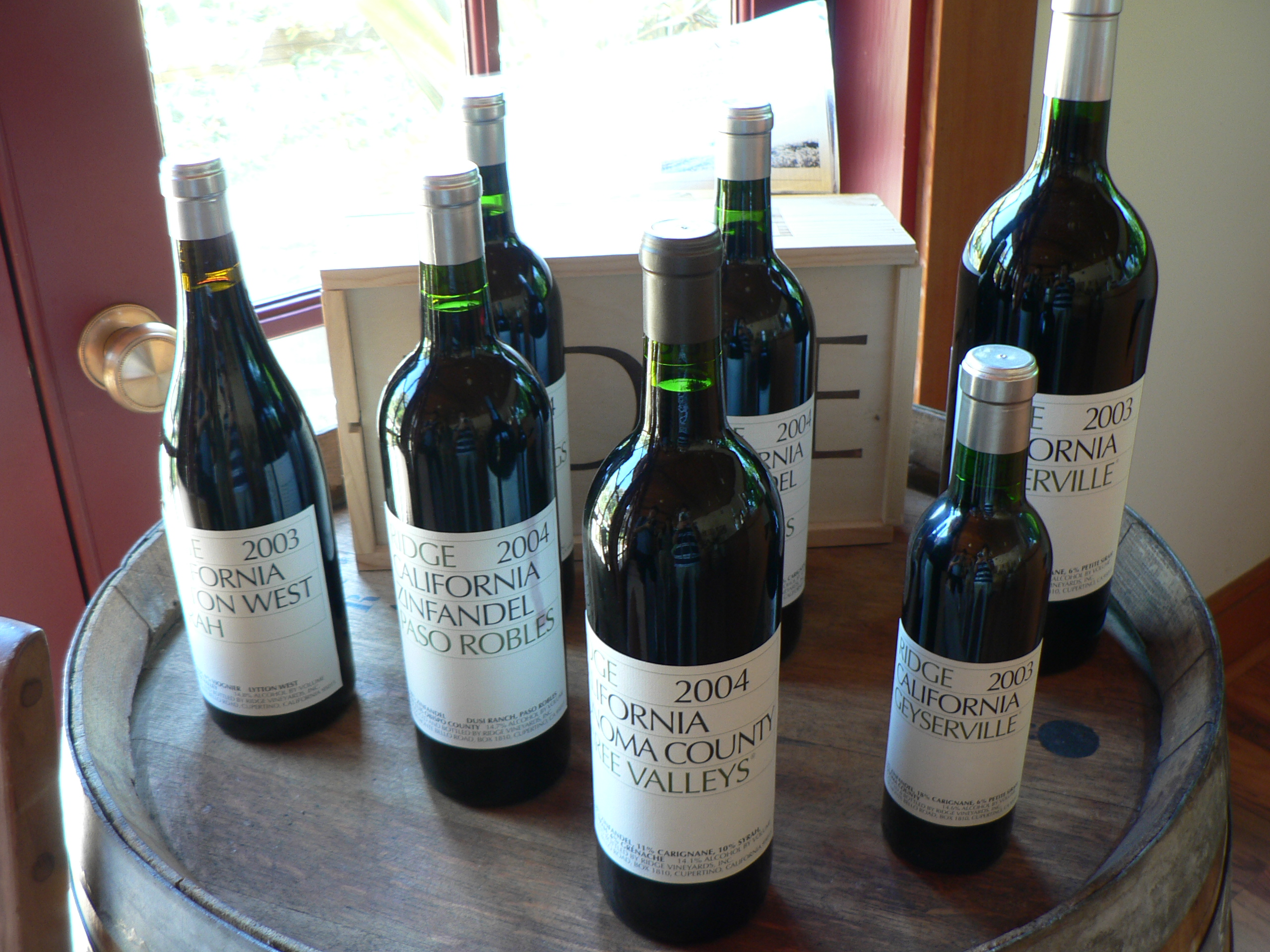
クレーンが共同設立したワイナリー、リッジの各種ボトル。

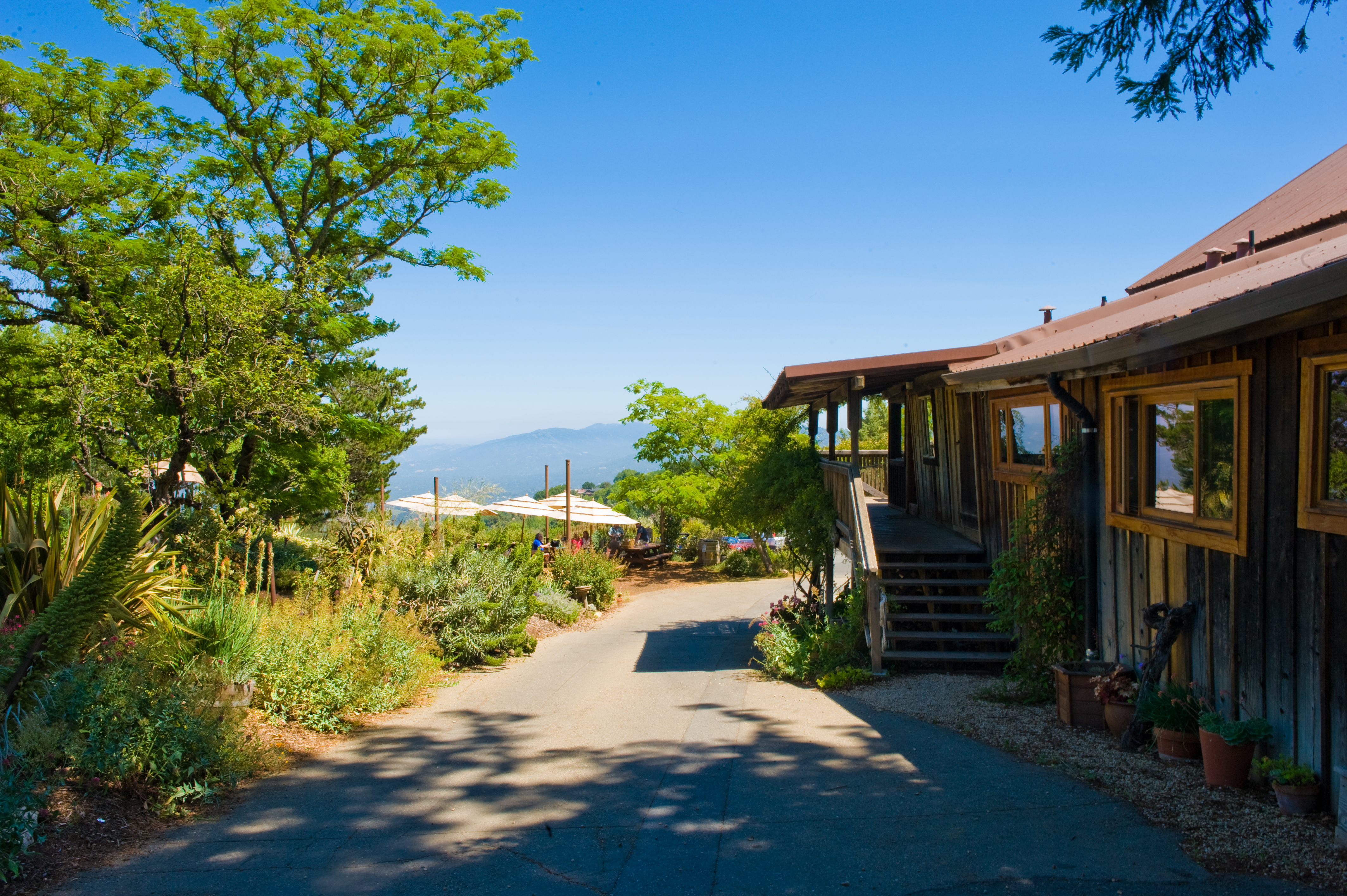
クレーンによって共同設立されたリッジワイナリー。

1959年、クレーンは仲間のSRIエンジニア、デビッド・R・ベニオン、チャールズ・ローゼン、そしてハワード・ザイドラー とRidge Vineyardsを共同設立した。その赤ワインの1つは、パリの審判のワインテイスティングで5位になった。

## 受賞歴
クレーンは1968年にIEEEフェローに指名された。